# Eupelops crinitus
Eupelops crinitus är en kvalsterart som först beskrevs av Grube 1859.  Eupelops crinitus ingår i släktet Eupelops och familjen Phenopelopidae. Inga underarter finns listade i Catalogue of Life.